# ドミンゴス中村長八
ドミンゴス中村長八（ドミンゴス なかむら ちょうはち、Domingos Chohachi Nakamura、1865年9月21日（慶応元年8月2日） - 1940年3月14日）は、明治時代から昭和戦前期にかけてブラジルで活動した日本人のカトリック司祭・海外宣教師。長崎県五島列島出身。
奄美大島での26年間の司牧を経て、17年間に渡りブラジル在住の日本人移民・日系人の司牧活動に取り組んだ。初の海外派遣日本人宣教師であり、生前にすでに「生ける聖人」と呼ばれていた。
1938年、教皇ピオ11世より「大聖グレゴリオ勲章」を受章する。1940年3月、鹿児島司教区の使徒管理に任命されたが、その通知が手許に届く直前にブラジルにて死去。2002年より列福調査が始まった。現在、日本人または日本で活動した人物のうちで、列福調査が進められている数人の一人である。列福されれば、初の殉教者でない日本人聖人となる。五島市福江島の堂崎教会には中村についての資料が展示されている。
他の呼び名は「中村神父」「モンセニョール中村」「ブラジル日本移民の使徒」「日本移民の心の父」「Padre Nakamura」「Monsenhor Nakamura」など。

## 生涯
- 1865年9月21日（慶応元年8月2日） - 五島列島の福江島、松浦郡奥浦村で生まれた。両親は敬虔なカトリック信者であった初五郎とツグエであり、彼らにはヨネと長八の2人の子供がいた。長八の霊名は「ドミニコ」であるが、ポルトガル語読みの「ドミンゴス」も使っていた。
- 1868年 - 海難事故で父を失う（3歳）。
- 1880年 - 母と唯一人の姉が死亡（15歳）。同年、2人のフランス人神父の推薦により、長崎の神学校に入学（当時、長崎教区は九州全体および奄美大島と沖縄の島々をも包含していた）。哲学・神学の勉強に励み、優秀な成績を収めるとともに、ラテン語とフランス語を学習。
- 1897年2月7日 - 長崎司教第3代のアルフォンス・クーザンから司祭叙階を受ける[8]。その２週間後には、1892年3月からフランス人神父によりカトリック宣教が開始されていた奄美大島ミッションの任を受ける[9]。同島で26年間、ずっと働き続けて島民から尊敬を集め、賞賛の的となった。カトリック信者でない人からも親しみを持たれ、尊敬された。
- 1922年 - 司教からのブラジル宣教への要請に教区の司祭らが返事しなかったため、中村師は「もう年老いておりますので、さほどお役に立つとは思いませんが、もし私でよければ、私がブラジルへ参りましょう」と答えた[10]。これに対して、長崎教区のジャン・クロード・コンバス司教より電報を受ける。
- 1923年1月9日 - 奄美大島出発[11]。
- 1923年6月11日 - 郵船河内丸にて渡伯。
- 1923年8月23日 - ブラジル・サントス港に到着（58歳）。リオデジャネイロに向かい、ローマ教皇庁大使エンリコ・ガスパリ訪問。その後、中村神父は日本大使館を訪問し、田付七太大使に歓迎された。
- 1923年8月29日 - サンパウロ市到着。
- 1923年8月30日 - 目的地のボツカツ司教区についに到着し、初代司教ルシオ・アントゥーネス・デ・ソウザの大歓迎を受けた。
- 1938年7月 - サンパウロ市にて、教皇ピオ11世に代わって山本信次郎海軍少将から「大聖グレゴリオ勲章」を授与された。
- 1940年2月 - 病床につく。
- 1940年3月14日、午後4時 - サンパウロ州奥地のアルヴァレス・マシャード市ブレジャオ地区にて死去（76歳）。
- 1940年3月 - 教皇庁より鹿児島司教区の使徒管理の任を受ける（モンセニョール称号を受ける）。しかし、手紙は中村神父死去の１週間後にアルヴァレス・マシャードに届いたため、1940年6月30日に長崎教区の出口一太郎神父（1940年 - 1955年）が任命された。
- 2002年8月13日 - ブラジル・バウル教区にて列福調査開始。

## ブラジルでの宣教活動
中村師が一人で担当していた地域はサンパウロ州、マットグロッソ州、パラナ州、そしてミナスジェライス州南部の計４州だった（前者の３州だけでも合計面積は1,350,880km2以上であり、日本列島の約3.5倍もの面積である）。「彼は約60キロもあるミサ典書や石の祭壇、その他のミサ用品を入れたトランクと、私物を入れたトランクの二つを持ち歩いていました。（中略）たった一人（の信者）であっても、10kmやそれ以上も訪ねていったのです」。広大な荒野に散在した日本人家族を振分け荷を肩に徒歩や馬で巡回、ときには野宿して、毎年9カ月は旅に暮らした。それまで日本人を邪教徒視していたブラジル人からも聖人と慕われた。
ブラジルでの17年間の宣教活動中、1,750名もの人（日本人1,304名 / ブラジル人440名 / 混血児6名）に洗礼を授けたという。

## 中村長八神父への祈り
神よ、あなたは限りない慈しみをもって数多くの恵みをあなたの僕（しもべ）ドミンゴス・中村長八神父に与えてくださいました。彼は牧者、旅する宣教者として隣人への愛のため、遠い道程を厭わず、福音の奉仕と人々の回心と魂の救いのために何百の村落をめぐりました。彼の謙遜、清貧、労働の模範にあやかる望みを私たちのうちに燃え上がらせてください。信仰と希望と愛徳を増し、私たちが強く望んでいるお恵みを与えてくださいますように。アーメン。（教会認可）